# Bard-lès-Époisses
Bard-lès-Époisses település Franciaországban, Côte-d’Or megyében. Lakosainak száma 72 fő (2022. január 1.). Bard-lès-Époisses Corsaint, Torcy-et-Pouligny, Corrombles és Jeux-lès-Bard községekkel határos.

## Népesség
A település népességének változása:
| Lakosok száma | 95   | 72   | 66   | 77   | 58   | 70   | 70   | 69   | 69   | 72   |
|               | 1968 | 1982 | 1990 | 2006 | 2013 | 2015 | 2017 | 2019 | 2020 | 2022 |